# Żłobizna

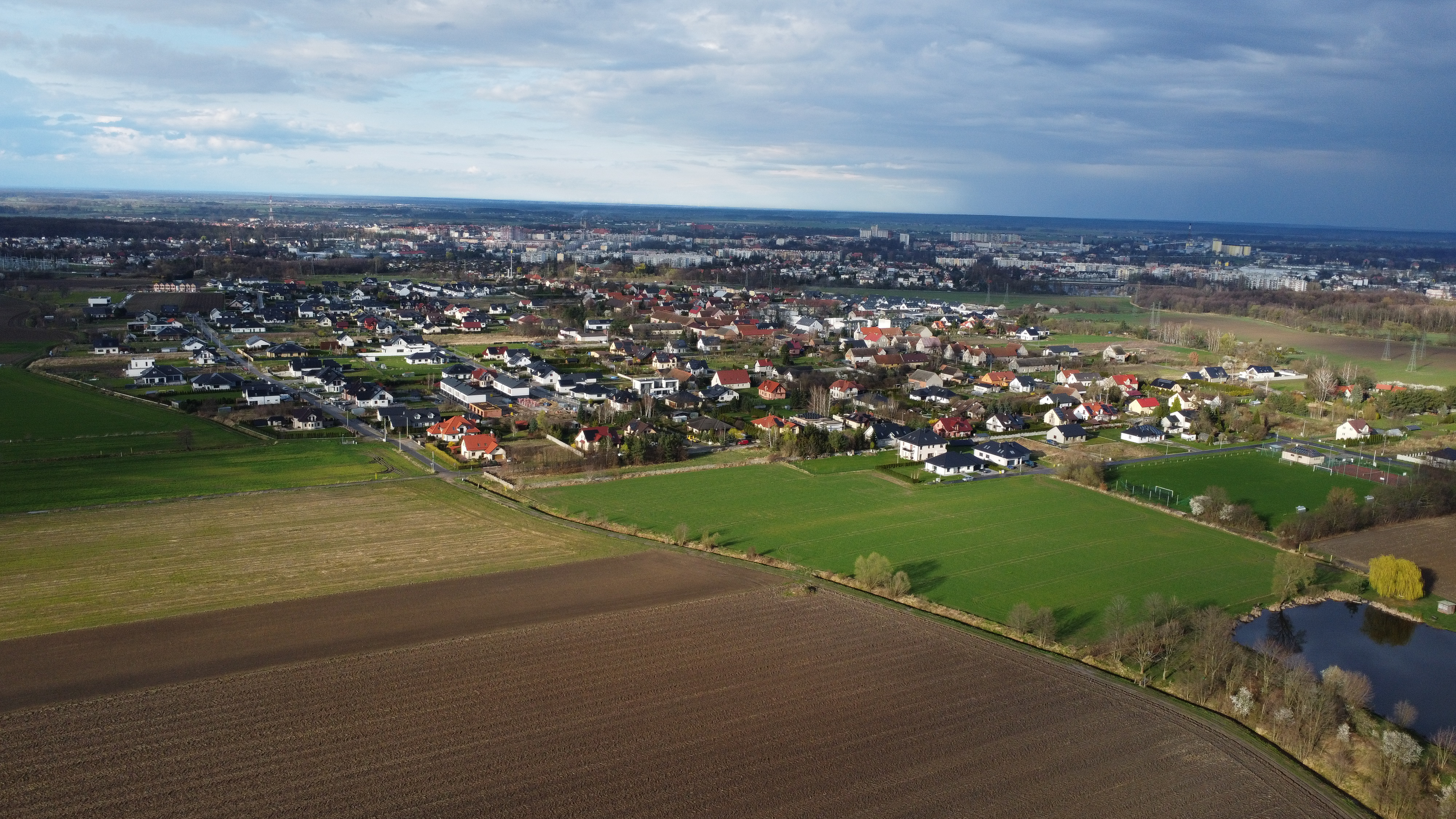
Blick auf den Ort (2024)

Żłobizna (deutsch Schüsselndorf) ist ein Dorf in Niederschlesien. Der Ort liegt in der Gmina Skarbimierz im Powiat Brzeski in der polnischen Woiwodschaft Opole.

## Geographie

### Geographische Lage
Das Angerdorf Żłobizna liegt zwei Kilometer östlich des Gemeindesitzes Skarbimierz (Hermsdorf), ca. zwei Kilometer südlich der Kreisstadt Brzeg (Brieg) und rund 43 Kilometer nordwestlich der Woiwodschaftshauptstadt Opole. Der Ort liegt in der Nizina Śląska (Schlesische Tiefebene) innerhalb der Równina Grodkowska (Grottkauer Ebene).
Durch den Ort führen die Landesstraße Droga krajowa 39 und die Woiwodschaftsstraße Droga wojewódzka 401.

### Nachbarorte
Nachbarort von Żłobizna ist im Norden die Kreisstadt Brzeg (Brieg).

## Geschichte

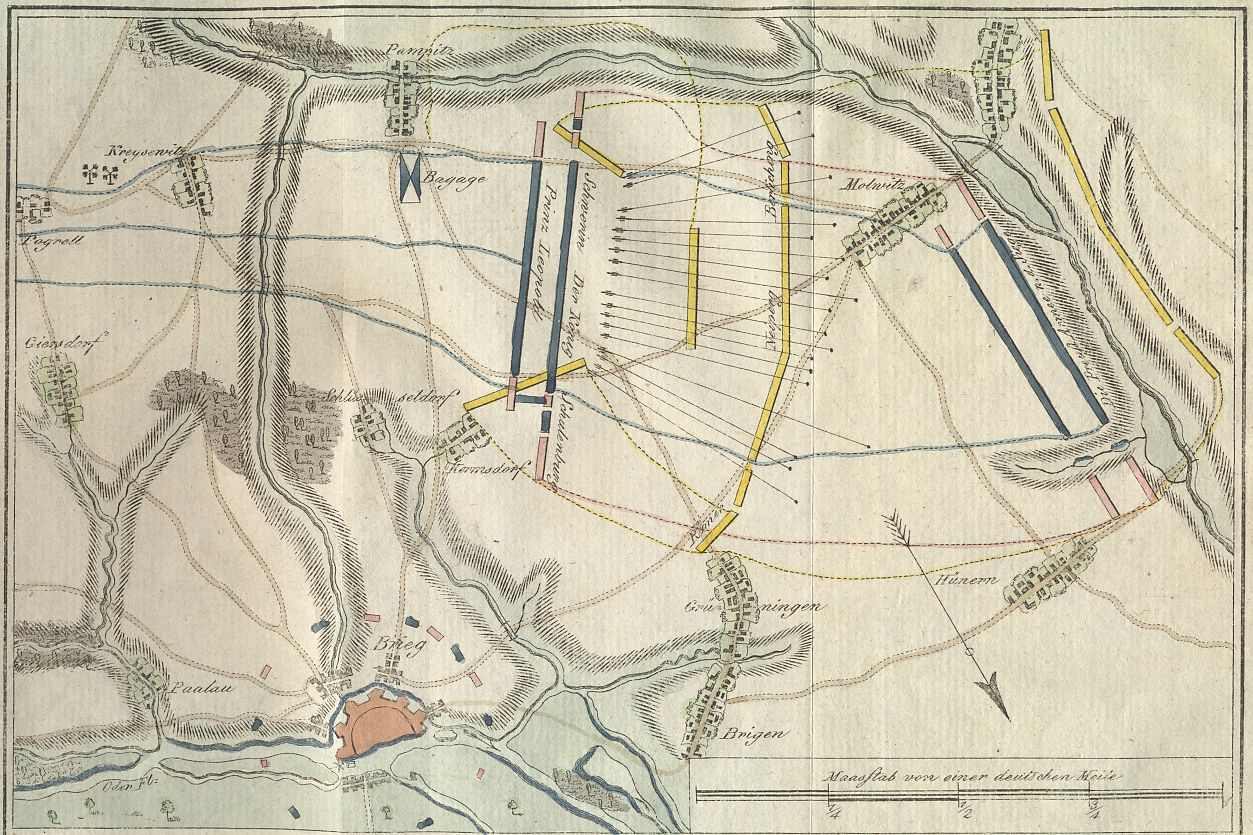
Karte der Schlacht bei Mollwitz, mittig Schüsselndorf

Der Ort wurde 1274 erstmals als villa Suczkindorf erwähnt. In dem Werk Liber fundationis episcopatus Vratislaviensis aus den Jahren 1295–1305 wird der Ort erneut als villa Suczkindorf erwähnt.
Nach dem Ersten Schlesischen Krieg 1742 fiel Schüsselndorf zusammen mit dem größten Teil Schlesiens an Preußen.
Nach der Neugliederung Preußens gehörte die Landgemeinde Schüsselndorf ab 1815 zur Provinz Schlesien und war ab 1816 dem Landkreis Brieg eingegliedert, mit dem es bis 1945 verbunden blieb. 1874 wurde der Amtsbezirk Schüsselndorf gegründet, welcher die Landgemeinden Briegischdorf, Hermsdorf, Paulau und Schüsselndorf umfasste. Erster Amtsvorsteher war der Gutsbesitzer Brieger in Schüsselndorf. 1885 zählte der Ort 661 Einwohner.
1933 zählte Schüsselndorf 597, 1939 wiederum 629 Einwohner. Bis 1945 befand sich der Ort im Landkreis Brieg.
Als Folge des Zweiten Weltkriegs fiel Schüsselndorf wie fast ganz Schlesien 1945 an Polen, wurde in Żłobizna umbenannt und der Woiwodschaft Breslau angegliedert. Die deutsche Bevölkerung wurde, soweit sie nicht vorher geflohen war, weitgehend vertrieben. Die neu angesiedelten Bewohner waren zum Teil Heimatvertriebene aus Ostpolen. 1950 kam der Ort zur Woiwodschaft Opole, 1999 zum Powiat Brzeski.

## Sehenswürdigkeiten
- Dreistöckige Glockenkapelle

## Vereine
- Fußballverein LZS Żłobizna
- Dorfverein Wilijki